# Santo en el tesoro de Drácula
Santo en el tesoro de Drácula o El vampiro y el sexo (en su versión sin censura) es una película de fantasía mexicana de 1968, dirigida por René Cardona y protagonizada por El Santo y Noelia Noel.Esta película marca el debut actoral de Alberto Rojas «El Caballo».
El vampiro y el sexo fue rodada como la versión para adultos de Santo en el tesoro de Drácula,mientras que la versión familiar (censurada) fue distribuida en 1969.
A su vez, la versión sin censura no fue mostrada al público sino hasta el año 2011 después de haber sido descubierta.

## Argumento
En ambas versiones El Santo y Luisa (Noelia Noel) se enfrentan a un vampiro (Aldo Monti) y su séquito de vampiresas.

## Producción

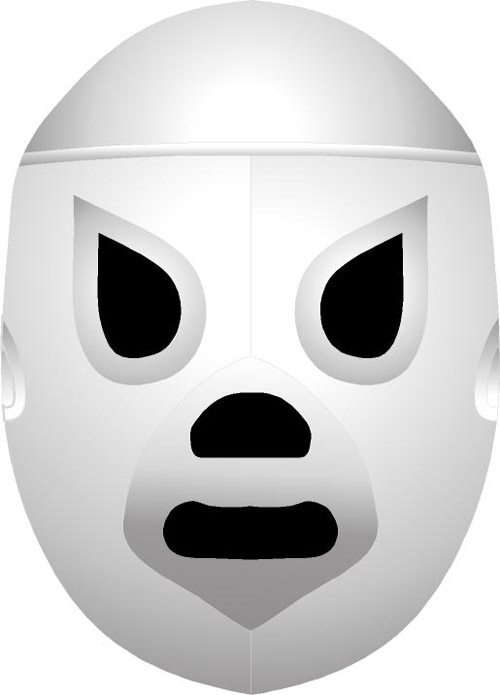
Representación gráfica de la famosas máscara de El Santo.

En la época en que se produjo la película era común rodar una versión familiar (en este caso Santo en el tesoro de Drácula) y una versión para adultos que era distribuida principalmente en Europa (El vampiro y el sexo). De hecho, es posible que existan unas seis películas de este tipo protagonizadas por El Santo.
A pesar de que en aquella época fuera considerada una película para adultos, actualmente El vampiro y el sexo está lejos de ser una película pornográfica pues solo incluye algunas escenas con desnudos integrales, parciales y transparencias de las vampiresas y de Luisa.
En estas escenas las actrices desnudas no aparecen cerca de El Santo, y el único comportamiento «sexual» es una escena erótica en la que el vampiro frota su mano y su rostro contra los pechos de la mujer que pretende sea su vampiresa. A pesar de esto, se cree que El Santo hizo un pacto con el director René Cardona para que esta obra no saliera a la luz, y solo fuera distribuida Santo en el tesoro de Drácula.

## Descubrimiento y controversia

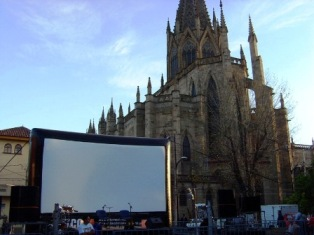
El Festival Internacional de Cine de Guadalajara financió la restauración de la versión sin censura.

Décadas después de su rodaje, tres copias originales de El vampiro y el sexo fueron encontradas en una bóveda de Cinematográfica Calderón, la casa productora. A partir de estas se restauró la obra coloreando los cuadros, que habían tomado una tonalidad magenta.
Este proceso fue financiado por el Festival Internacional de Cine de Guadalajara, que planeaba mostrar la película al público por primera vez en su edición 26, en marzo de 2011, dentro de la muestra de cine de vampiros seleccionada por Guillermo del Toro. Sin embargo, el estreno fue cancelado por conflictos de derechos de autor entre la familia del productor y El Hijo del Santo, quien además quería evitar que la película dañara la imagen de su padre.
Finalmente, Cinematográfica Calderón resolvió que no había razones para temer una demanda en su contra, y la obra fue estrenada el 15 de julio de 2011 en el Teatro Diana de Guadalajara, y proyectada de nuevo al siguiente mes en el Festival Internacional de Cine de Horror de la Ciudad de México (también conocido como Macabro).